# Aegocidnexocentrus
Aegocidnexocentrus es un género de escarabajos longicornios de la tribu Acanthocinini que contiene una sola especie, Aegocidnexocentrus tippmanni. La especie fue descrita por Breuning en 1957.
Se distribuye por Papúa Nueva Guinea. Mide aproximadamente 3,5-4,5 milímetros de longitud.